# Breezercultuur

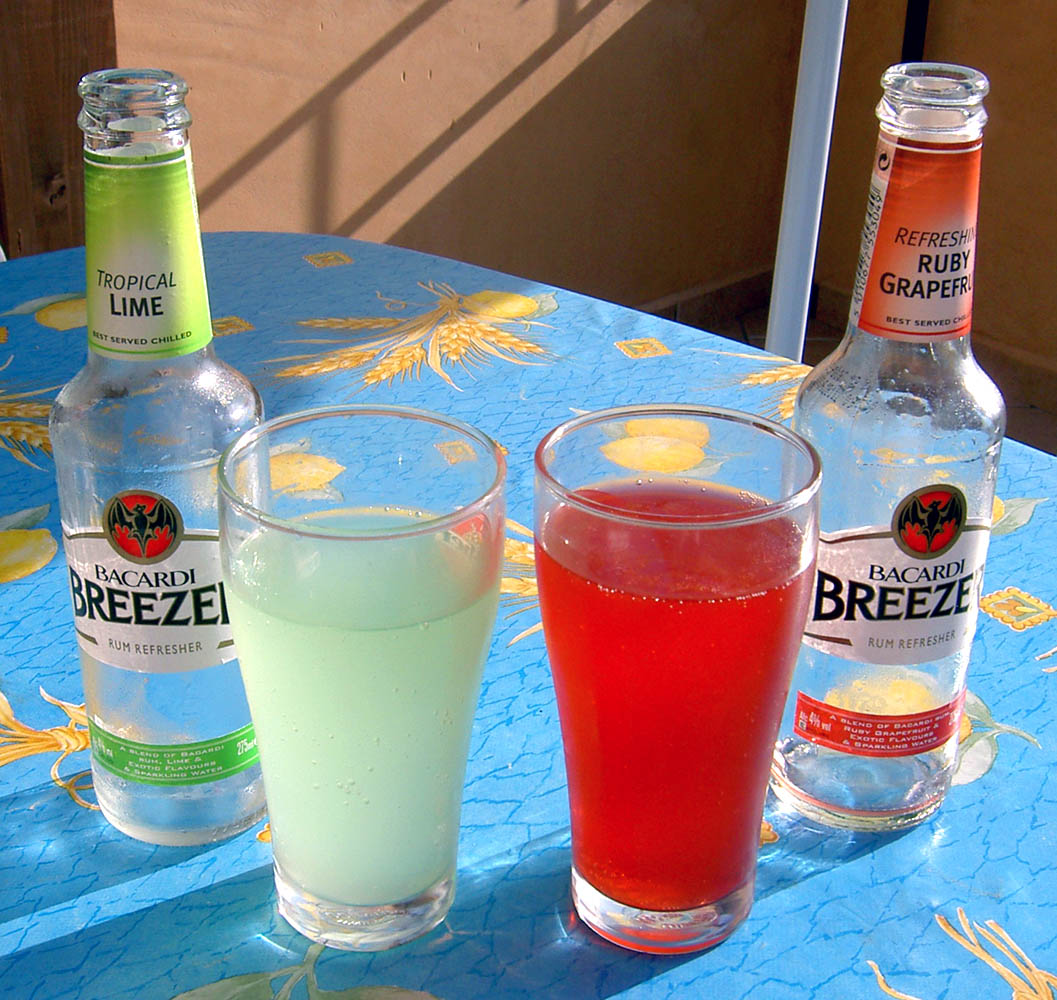
Bacardi Breezer

De breezercultuur is een term die aan het begin van de 21e eeuw gebruikt werd in de context van excessen rond de Nederlandse jeugdcultuur in het uitgaansleven. Wanneer er over de breezercultuur wordt gesproken, is dit vrijwel altijd in relatie met overmatig drankgebruik en een losse seksuele moraal.

## Naamgeving
De breezercultuur ontleent haar naam aan Bacardi Breezer, een zoet mixdrankje met rum dat in 1997 in Europa geïntroduceerd werd. Het product had een hip imago en was door zijn zoete smaak erg toegankelijk voor beginnende drinkers. De hoge prijs van het drankje maakte het daarnaast tot een statussymbool. Vooral rond de eeuwwisseling wonnen de mixdrankjes sterk aan populariteit, met Bacardi Breezer aan kop. De verkoop was in 2001 tot het vijfvoudige gestegen ten opzichte van 1996. De populariteit van de breezer bereikte zijn top in 2002, toen er zo'n dertig miljoen liter van de mixdrank verkocht werd.
Tegelijk met de toenemende populariteit van de mixdrank steeg ook de onrust in de publieke opinie over het drankgebruik van jongeren. Uit onderzoeken van het Nederlands Instituut voor Gezondheidsbevordering en Ziektepreventie, de Radbouduniversiteit en later ook het Trimbos-instituut bleek dat het alcoholgebruik onder jongeren toenam, en dat onder steeds jongere kinderen. De meisjes zouden bovendien de jongens aan het inhalen zijn. Deze zaken werden breed uitgemeten in de pers en de politiek. Drankproducenten werden, door hun handige marketingtechnieken om het drankje aan de man te brengen, bestempeld als de grote boosdoener. De 'Breezer' werd, als bekendste zoete mixdrankje, in de media gaandeweg gebruikt als synoniem voor alle mixdrankjes die de toename van drankgebruik onder de steeds jongere jeugd veroorzaakten en de merknaam werd langzamerhand geassocieerd met een subcultuur van vroegrijpe tieners die zich ieder weekend in het café laveloos dronken. Typerend was het citaat van cabaretier Freek de Jonge in zijn conference "De Stemming" uit 2003: "Een breezer. Dat is zo'n zoethoudertje voor de pré-puberale jeugd".

## Ontwikkeling
Met de term breezercultuur werd er aanvankelijk vooral gedoeld op een generatie die niet met drank om wist te gaan. Na verloop van tijd begon de media ook de randverschijnselen van het drinken van mixdrankjes te etaleren. Zo waarschuwden tandartsen voor de verhoogde kans op tanderosie door het gebruik van mixdrankjes, en had onderzoek van het Meander Medisch Centrum in Amersfoort uitgewezen dat mixdrankjes sneller voor dronkenschap zorgden.
Gaandeweg werd de Nederlandse taal verder uitgebreid met aan Breezers gerelateerde uitdrukkingen, zoals de zogeheten 'breezertaal' (een mengeling van spreek- en schrijftaal die gebruikt wordt op internetfora, in chatboxen en op MSN Messenger), de 'breezerslet' (een "ordinair, beetje dom meisje dat makkelijk tot seks te verleiden is", aldus de definitie in de Van Dale) en de 'breezerseks' (seks in ruil voor een Breezer of een ander cadeautje).